# John Terry
John George Terry (n. 7 decembrie 1980, Greater London, Anglia, Regatul Unit) este un jucător englez de fotbal retras, care a evoluat pe postul de fundaș la clubul Chelsea FC.Acum este antrenor secund la Leicester City.

## Cariera
John Terry a fost votat în anii 2005 și 2008 cel mai bun fundaș al UEFA Champions League de către PFA Players' Player of the Year., el a fost inclus în FIFPro World XI patru sezoane consecutive între 2005 și 2008. De asemenea, el a fost inclus în echipa stelelor de la Campionatul Mondial de Fotbal 2006, fiind singurul jucător englez care a fost nominalizat.
În 2007, el a ridicat Cupa FA pe Wembley, după ce Chelsea a câștigat finala împotriva lui Manchester United, scor 1-0. Cu toate acestea el pierde împreună cu Chelsea trei trofee, Cupa ligii Angliei împortiva lui Tottenham, scor 1-2, dar și Premier League și Champions League, ambele împotriva lui Manchester United, unde Terry a ratat un penalty care putea s-o facă pe Chelsea câștigătoarea trofeului.

### Goluri internaționale
| # | Data              | Locația            | Meciul | Oponent                    | Scor | Rezultat | Competiție                                             |
| - | ----------------- | ------------------ | ------ | -------------------------- | ---- | -------- | ------------------------------------------------------ |
| 1 | 30 mai 2006       | Manchester, Anglia | 23     | Ungaria                    | 2–0  | 3–1      | Meci amical                                            |
| 2 | 16 august 2006    | Manchester, Anglia | 30     | Grecia                     | 1–0  | 4–0      | Meci amical                                            |
| 3 | 1 iunie 2007      | Londra, Anglia     | 38     | Brazilia                   | 1–0  | 1–1      | Meci amical                                            |
| 4 | 28 mai 2008       | Londra, Anglia     | 44     | Statele Unite ale Americii | 1–0  | 2–0      | Meci amical                                            |
| 5 | 19 noiembrie 2008 | Berlin, Germania   | 48     | Germania                   | 2–1  | 2–1      | Meci amical                                            |
| 6 | 1 aprilie 2009    | Londra, Anglia     | 51     | Ucraina                    | 2–1  | 2–1      | Calificările pentru Campionatul Mondial de Fotbal 2010 |

## Statistici carieră
La 4 decembrie 2013.

### Club
| Club                     | Sezon         | Campionat | Campionat | Cupă    | Cupă   | Cupa Ligii | Cupa Ligii | Europa  | Europa | Altele  | Altele | Total   | Total  |
| Club                     | Sezon         | Meciuri   | Goluri    | Meciuri | Goluri | Meciuri    | Goluri     | Meciuri | Goluri | Meciuri | Goluri | Meciuri | Goluri |
| ------------------------ | ------------- | --------- | --------- | ------- | ------ | ---------- | ---------- | ------- | ------ | ------- | ------ | ------- | ------ |
| Chelsea                  | 1998–99       | 2         | 0         | 3       | 0      | 1          | 0          | 1       | 0      | 0       | 0      | 7       | 0      |
| Chelsea                  | 1999–2000     | 4         | 0         | 4       | 1      | 1          | 0          | 0       | 0      | –       | –      | 9       | 1      |
| Chelsea                  | 2000–01       | 22        | 1         | 3       | 0      | 1          | 0          | 0       | 0      | 0       | 0      | 26      | 1      |
| Chelsea                  | 2001–02       | 33        | 1         | 5       | 2      | 5          | 0          | 4       | 1      | –       | –      | 47      | 4      |
| Chelsea                  | 2002–03       | 20        | 3         | 5       | 2      | 3          | 0          | 1       | 1      | –       | –      | 29      | 6      |
| Chelsea                  | 2003–04       | 33        | 2         | 3       | 1      | 2          | 0          | 13      | 0      | –       | –      | 51      | 3      |
| Chelsea                  | 2004–05       | 36        | 3         | 1       | 1      | 5          | 0          | 11      | 4      | –       | –      | 53      | 8      |
| Chelsea                  | 2005–06       | 36        | 4         | 4       | 2      | 1          | 1          | 8       | 0      | 1       | 0      | 50      | 7      |
| Chelsea                  | 2006–07       | 28        | 1         | 4       | 0      | 2          | 0          | 10      | 0      | 1       | 0      | 45      | 1      |
| Chelsea                  | 2007–08       | 23        | 1         | 2       | 0      | 2          | 0          | 10      | 0      | 0       | 0      | 37      | 1      |
| Chelsea                  | 2008–09       | 35        | 1         | 4       | 0      | 1          | 0          | 11      | 2      | –       | –      | 51      | 3      |
| Chelsea                  | 2009–10       | 37        | 2         | 5       | 1      | 1          | 0          | 8       | 0      | 1       | 0      | 52      | 3      |
| Chelsea                  | 2010–11       | 33        | 3         | 3       | 0      | 1          | 0          | 8       | 1      | 1       | 0      | 46      | 4      |
| Chelsea                  | 2011–12       | 31        | 6         | 4       | 0      | 1          | 0          | 8       | 1      | –       | –      | 44      | 7      |
| Chelsea                  | 2012–13       | 14        | 4         | 3       | 1      | 1          | 0          | 8       | 1      | 1       | 0      | 27      | 6      |
| Chelsea                  | 2013–14       | 14        | 2         | 0       | 0      | 1          | 0          | 4       | 0      | 1       | 0      | 20      | 2      |
| Chelsea                  | Total         | 401       | 34        | 53      | 11     | 29         | 1          | 105     | 11     | 6       | 0      | 594     | 57     |
| Nottingham Forest (loan) | 1999–2000     | 6         | 0         | 0       | 0      | 0          | 0          | –       | –      | –       | –      | 6       | 0      |
| Nottingham Forest (loan) | Total         | 6         | 0         | 0       | 0      | 0          | 0          | –       | –      | –       | –      | 6       | 0      |
| Total carieră            | Total carieră | 407       | 34        | 53      | 11     | 29         | 1          | 105     | 11     | 6       | 0      | 600     | 57     |

### Internațional
La 7 septembrie 2012..
| Anglia | Anglia  | Anglia |
| An     | Meciuri | Goluri |
| ------ | ------- | ------ |
| 2003   | 6       | 0      |
| 2004   | 9       | 0      |
| 2005   | 6       | 0      |
| 2006   | 14      | 2      |
| 2007   | 7       | 1      |
| 2008   | 6       | 2      |
| 2009   | 10      | 1      |
| 2010   | 7       | 0      |
| 2011   | 7       | 0      |
| 2012   | 6       | 0      |
| Total  | 78      | 6      |

## Palmares
Chelsea

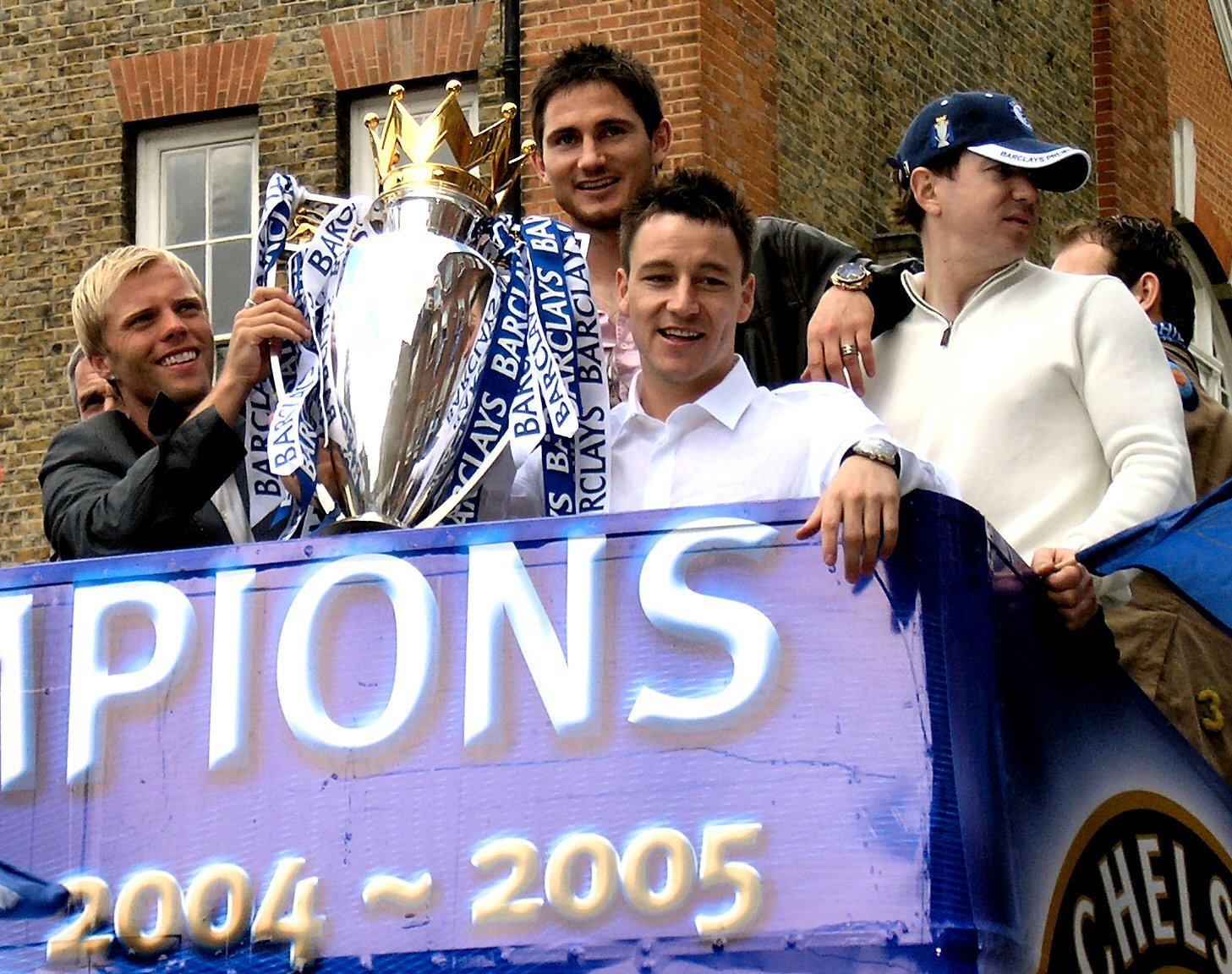
Terry celebrează titlul din 2004–05, cu Eiður Guðjohnsen și Frank Lampard

- FA Premier League (3): 2004–05, 2005–06, 2009–10
- FA Cup (5): 1999–00, 2006–07, 2008–09, 2009–10, 2011–12
- Football League Cup (2): 2004–05, 2006–07
- FA Community Shield (2): 2005, 2009
- UEFA Champions League (1): 2011–12
- UEFA Europa League (1): 2012–13

### Individual
- PFA Player of the Year: 2004–05
- FIFA World Cup Team of the Tournament: 2006
- FIFPro World XI: 2005, 2006, 2007, 2008, 2009
- ESM Team of the Year: 2004–05, 2008–09, 2009–10
- UEFA Club Football Awards Cel mai bun fundaș: 2005, 2008, 2009[15]
- UEFA Team of the Year: 2005, 2007, 2008, 2009
- Chelsea Player of the Year: 2001, 2006